# Kondensationsstrimma

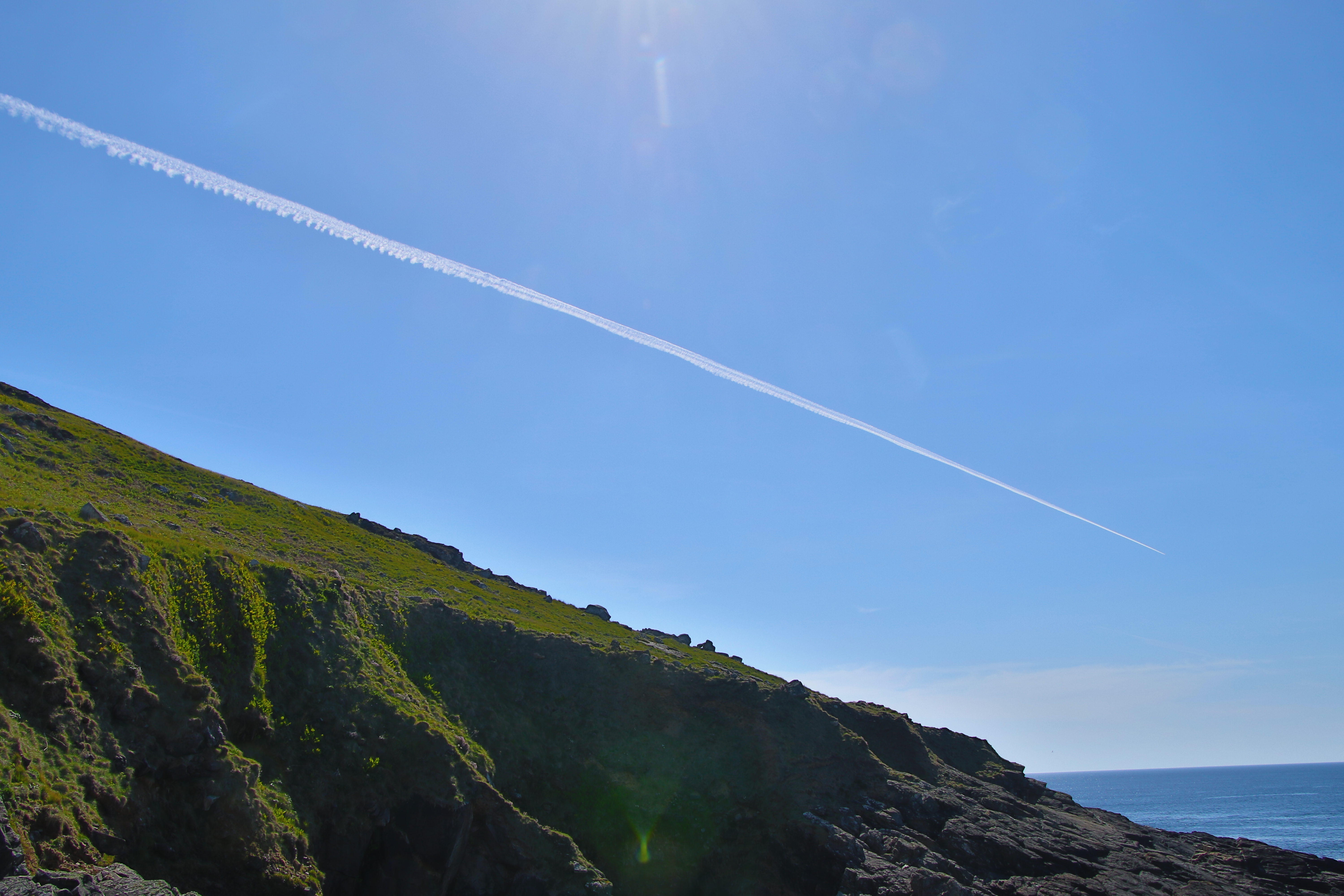
Kondensationsstrimma

En kondensationsstrimma, eller K-strimma, är en typ av moln som uppstår genom kondensation eller frysning av avgaserna från flygmotorer. Förbränningen av kolväte i motorerna producerar koldioxid och vattenånga. Det lokala tillskottet av vattenånga kan efter att de varma avgaserna avkylts av den omgivande luften leda till att daggpunkten uppnås och molndroppar eller iskristaller uppstår. När iskristaller produceras kan molnet bestå flera timmar.
En kondensationsstrimma liknar till en början ett rakt streck men breder efter ett tag ut sig. De bildar ofta nedhängande utbuktningar som liknar upp- och nedvända svampar.
En kortvarig typ av kondensationsstrimmor bildas bakom flygpropellrar eller vingspetsar. De uppstår som resultat av luftens utvidgning och därmed avkylning i turbulensen.